# Dibër
Dibër è un comune albanese situato nella prefettura di Dibër.
Il comune è stato istituito in occasione della riforma amministrativa del 2015, unendo i comuni di Arras, Fushë Çidhën, Kala e Dodës, Kastriot, Lurë, Luzni, Maqellarë, Melan, Muhurr, Peshkopi, Selishtë, Sllovë, Tomin, Zall Dardhë e Zall Reç.
Centro amministrativo del comune è la cittadina di Peshkopi.

## Geografia
L'area si trova nei pressi del fiume Drin, al confine con la Macedonia del Nord. I confini orientali e occidentali sono formati da catene montuose, con l'ampia valle del fiume Drin che corre da sud a nord tra di loro. Su questa area alla base delle montagne ci sono molti insediamenti, tra cui il capoluogo municipale, Peshkopi. Le montagne Korab, che formano il confine con la Macedonia del Nord, includono il Monte Korab, che è la montagna più alta in Albania e Macedonia del Nord, di 2764 metri.
L'area montuosa molto aspra a ovest comprende il Parco Nazionale di Lurë.

## Società

### Evoluzione demografica
Nonostante la vicinanza del comune alla Macedonia del Nord, la composizione etnica di Dibër è relativamente omogenea, ma c'è una piccola minoranza macedone che vive nei villaggi intorno a Maqellarë. A differenza dei macedoni che vivono intorno al lago Prespa, i macedoni a Dibër non hanno diritti linguistici né suddivisioni autonome. C'è stata una campagna attiva per cambiare questa situazione per quasi dieci anni.
Quasi il 90 percento della popolazione è musulmana, mentre la minoranza macedone è ortodossa. L'ordine della Khalwatiyya ha un khanqah nel villaggio di Herbel, mentre la moschea di Allajbegi a Maqellarë è un monumento culturale riconosciuto.
Albanesi e macedoni nella zona hanno spesso parenti in Macedonia del Nord, quindi c'è molta interazione attraverso il confine nazionale. Come tutti i comuni rurali dell'Albania, Dibër è fortemente influenzata dall'emigrazione.